# 第73師団 (日本軍)
第73師団（だいななじゅうさんしだん）は、大日本帝国陸軍の師団の一つ。

## 沿革
1944年7月、名古屋師管で編成され中部軍に編入。当初は知多半島から駿河湾にかけての地域の防衛を担当した。のちに防衛担当区域は、豊橋南方から浜名湖までの区域に縮小され、師団司令部を名古屋から豊橋に移転した。
1945年（昭和20年）2月、新設された第13方面軍に編入した。本土決戦に備えている中で終戦を迎え、1945年9月23日に復員した。

## 師団概要

### 歴代師団長
- 河田末三郎 中将：1944年（昭和19年）7月8日 - 終戦[1]

### 参謀長
- 小林捨三 大佐：1944年（昭和19年）7月8日[2] - 1945年6月1日
- 野々山秀美 中佐：1945年（昭和20年）6月1日 - 終戦[3]

### 最終司令部構成
- 参謀長：野々山秀美中佐
  - 参謀：加藤元信少佐
  - 参謀：堀部和夫少佐

### 最終所属部隊
- 歩兵第196連隊（名古屋）：長谷川信哉大佐
- 歩兵第197連隊（静岡）：手島治雄大佐
- 歩兵第198連隊（岐阜）：吉川元大佐
- 野砲兵第73連隊：野末一丸大佐
- 工兵第73連隊：永沢正吾中佐
- 輜重兵第73連隊：中川義弘中佐
- 第73師団速射砲隊：土屋嵓大尉
- 第73師団通信隊：
- 第73師団衛生隊：加藤光雄中佐
- 第73師団第1野戦病院：飯島正章少佐
- 第73師団第4野戦病院：
- 第73師団制毒隊：
- 第73師団兵器勤務隊：
- 第73師団病馬廠：